# Charlotte Posenenske
Charlotte Posenenske, née Charlotte Mayer le 28 octobre 1930 à Wiesbaden (Allemagne) et morte le 1er octobre 1985 à Francfort-sur-le-Main (Allemagne), est une artiste allemande associée au mouvement minimaliste.
Elle travaillait principalement la sculpture mais produisait également des peintures et des œuvres sur papier. Posenenske a créé une série de sculptures explorant les systèmes et les structures issus de la production en série et de la normalisation.

## Contexte
Le père de Charlotte Posenenske était un Juif qui, en raison de la persécution des Juifs dans l'Allemagne nazie, s'est tué quand elle avait neuf ans. Deux ans après, Charlotte Posenenske se cache pour éviter la persécution,.
Avant de devenir peintre et sculpteur, Posensenske travaille pendant plusieurs années en tant que décoratrice et costumière. Posenenske étudie la peinture avec Willi Baumeister au début des années 1950 et commence à créer ses propres œuvres en 1956.

## Carrière
Posenenske travaille dans divers médiums, et sa pratique devient plus abstraite au cours des années 1960.  Alors que d'autres artistes de l'époque travaillaient en plusieurs exemplaires, où une édition finie d'une œuvre pouvait être produite, Posenenske travaillait en série, ce qui signifiait qu'il n'y avait pas de limite aux éditions.  Son approche de l'art était hautement démocratique.  Posenenske a rejeté le marché de l'art commercial, proposant son travail à la vente au coût du matériel. Les reconstructions autorisées par la succession de l'artiste ne sont pas des répliques, mais elles sont identiques au prototype original.  Seul le certificat différencie le travail non signé des autres produits.
Poseneske a cessé de travailler en tant qu'artiste en 1968, ne croyant plus que l'art pouvait influencer le comportement social ou attirer l'attention sur les inégalités sociales. Elle se forme à la sociologie et se spécialise dans les pratiques de travail et d'industrie, en particulier la production à la chaîne, jusqu'à sa mort en 1985. Pendant cette période d'exil auto-imposé, Posenenske refuse de visiter les expositions et ne montra pas son travail.

## Expositions solo (sélection)
- 1961 : Galerie Dorothea Loehr, Francfort-sur-le-Main, Allemagne
- 1966 : Galerie Dorothea Loehr, Francfort-sur-le-Main, Allemagne
- 1967 : Galerie h, Hanovre, Allemagne
- 1967 : Galerie Sous-Sol, Giessen, Allemagne
- 1967 : Kleine Galerie, Schwenningen, Allemagne
- 1967 : Galerie Konrad Fischer, Düsseldorf, Allemagne
- 1968 : Galerie Dorothea Loehr, Francfort-sur-le-Main, Allemagne
- 1968 : Galerie Art & Project, Amsterdam, Pays - Bas
- 1986 : Galerie Grässlin-Ehrhardt, Francfort-sur-le-Main, Allemagne
- 1986 : Main airplane hangar, Lufthansa, Francfort-sur-le-Main, Allemagne
- 1986 : Galerie Paul Maenz, Cologne, Allemagne
- 1988 : Marché central, Francfort-sur-le-Main, Allemagne
- 1989 : Siège de la Deutsche Bank, Francfort-sur-le-Main ; Gare centrale, Francfort-sur-le-Main, Allemagne
- 1989 : Central Station, Stuttgart (commissaire Werner Esser), Allemagne
- 1989 : Garage de la mairie, Stuttgart ; Rotonde de la Neue Staatsgalerie, Stuttgart
- 1990 : Museum für Moderne Kunst (Jahrhunderthalle Hoechst), Francfort-sur-le-Main, Allemagne
- 1999 : Galerie ak, Programme Konstantin Adamopoulos, Francfort-sur-le-Main, Allemagne
- 2003 : Galerie Konstantin Adamopoulos, Francfort-sur-le-Main, Allemagne
- 2005 : Charlotte Posenenske - Retrospektive, Museum für Gegenwartskunst, Siegen, Allemagne
- 2005 : Galerie im Taxispalais, Innsbruck, Autriche
- 2007 : Charlotte Posenenske, Between Bridges, Londres, Royaume-Uni
- 2007 : Charlotte Posenenske, Galerie Mehdi Chouakri, Berlin, Allemagne
- 2008 : Charlotte Posenenske - Première édition de Himmel, Galerie Mehdi Chouakri, Berlin, Allemagne
- 2008 : Peter Freeman, Inc., New York, États-Unis
- 2010 : Charlotte Posenenske, Espace artistes, New York, États-Unis
- 2010 : Charlotte Posenenske / Peter Roehr, Maison Konstruktiv, Zurich, Suisse
- 2011 : Charlotte Posenenske.  Vierkantrohre, Reliefs, Collection De Papier, Galerie Konrad Fischer, Düsseldorf, Allemagne
- 2011 : Charlotte Posenenske, Galerie John Hansard, Southampton, Royaume - Uni
- 2011 : Le même autrement - Le même, mais différent, Galerie Nelson-Freeman, Paris, France
- Dasselbe anders / Immer dasselbe 2012 Charlotte Posenenske et Peter Roehr, Kunsthaus Wiesbaden, Allemagne
- 2012 : Dasselbe anders, Düsseldorf, K21, Düsseldorf, Allemagne
- 2019 : Charlotte Posenenske: Travaux en cours, Dia: Beacon, Beacon, New York, États-Unis

## Expositions de groupe (sélection)
- 2007 : Documenta 12, Kassel[5]
- 2010 : Maison structurelle[réf. nécessaire], Haus Konstruktiv Zurich
- 2010 : Musée d'art moderne de Francfort-sur-le-Main, dans l'exposition Radical Conceptual
- 2011 : Musée d'art moderne, Francfort-sur-le-Main, exposition : MMK 1991 – 2011. 20 ans de présence
- 2012 : Art House Wiesbaden, the same different / always the same, Posenenske et Peter Roehr